# مغزلاوية النجيليات
مغزلاوية النجيليات (باللاتينية: Fusarium graminearum) (بالإنجليزية: Gibberella zeae)‏ فطر يسبب مرض جرب السنابل لدى القمح والشعير، ويسبب خسائر بمليارات الدولارات كل عام. يؤدي الفطر مادة ديوكسي نيفالينول (بالإنجليزية: Deoxynivalenol)‏ السامة في حبوب النباتات المصابة، مما يؤدي إلى عدم صلاحيتها للاستهلاك الآدمي.

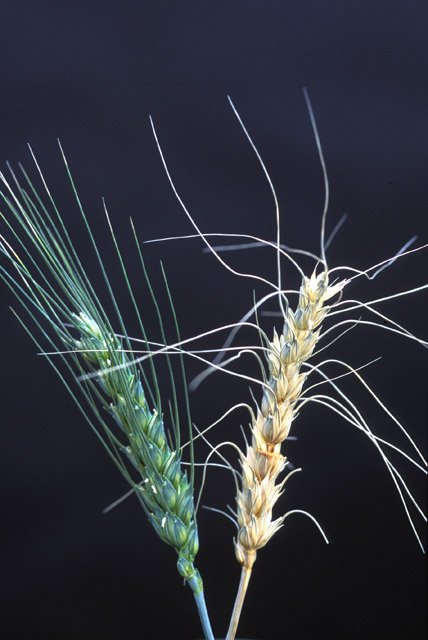
مرض جرب القمح (إصابة صناعية)

سنابل قمح مصابة بمغزلاوية النجيليات (سنيبلات باللون الأصفر)